# Margareten

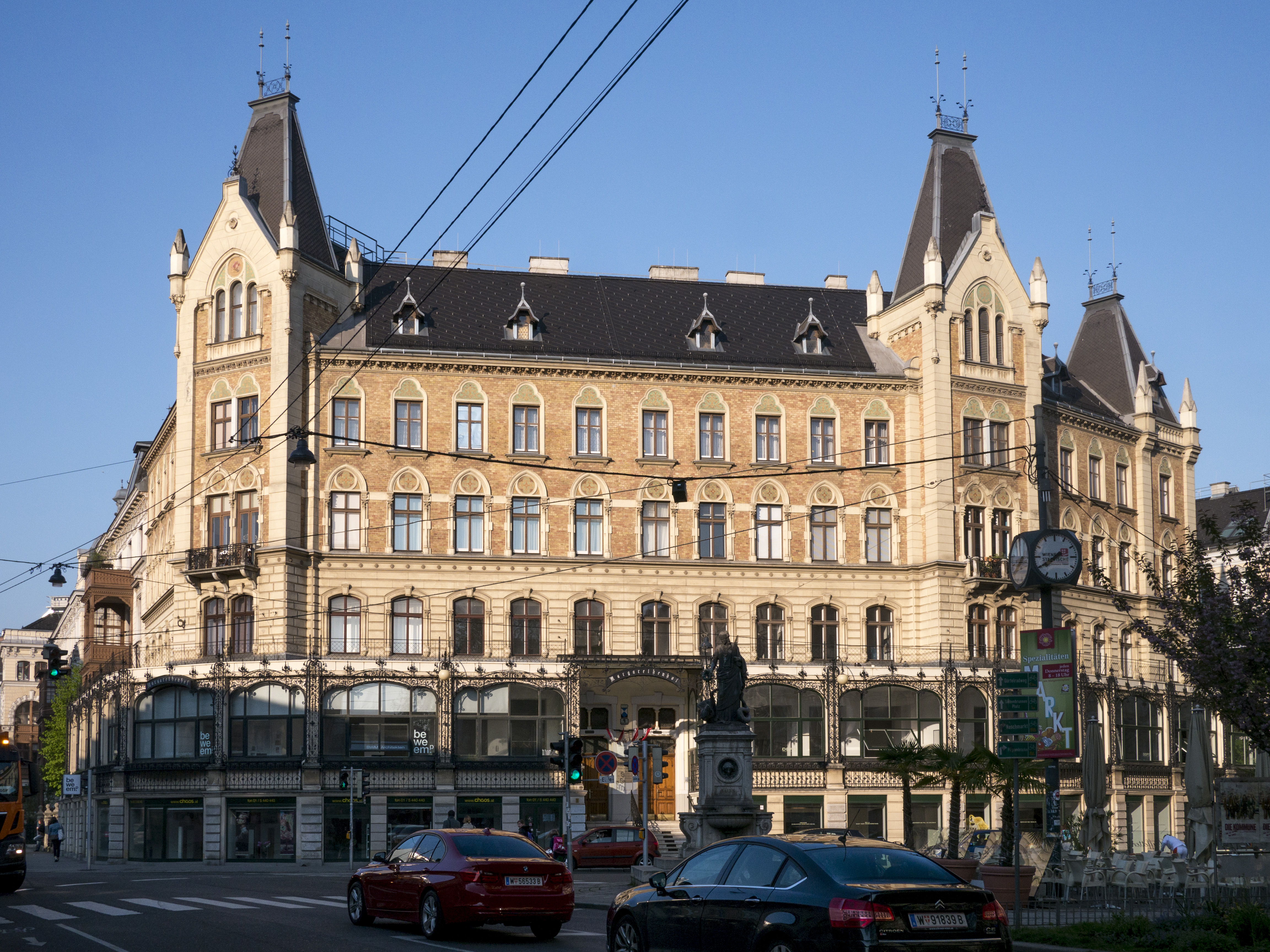
Margaretenhof.

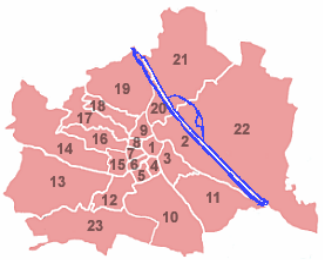
Wiens distrikt. Margareten har nummer 5.

Margareten är ett distrikt (tyska: Gemeindebezirk) i Österrikes huvudstad Wien. Wien är indelat i 23 distrikt och Margareten har distriktsnummer 5. Distriktet ligger strax söder om stadskärnan och avgränsas av floden Wien i norr och gatan Margaretengürtel i väster och söder. Genom stadsdelen går Margaretenstrasse, som är dess huvudgata.
Antalet invånare år 2022 är 53 700. Arean är 2,0 kvadratkilometer. 